# ビニシウスとトム
ヴィニシウス（Vinicius）は、ブラジルのリオデジャネイロで開催された2016年リオデジャネイロオリンピックの公式マスコットキャラクター、トム（Tom）は2016年リオデジャネイロパラリンピックの公式マスコットキャラクターである。ヴィニシウス、ト厶とも表記される。
ブラジルの広告代理店、デザイン、アニメーション、イラストレーションの企業と専門家を対象としたマスコットデザインの公募が行われ、2013年8月に満場一致でバードースタジオのデザインが選ばれた。マスコットは2014年11月23日に一般公開された。同日からインターネット上で名前の投票が行われ、12月14日にオリンピックのマスコット名がビヴィニシウス、パラリンピックのマスコット名がトムに決定した。名前はボサノヴァの楽曲「イパネマの娘」を制作したヴィニシウス・ヂ・モライスとアントニオ・カルロス・ジョビン（トム・ジョビン）に由来する。ビニシウスはブラジルの動物相、トムは植物相がモチーフになっている。
2015年8月からブラジルのカートゥーン ネットワークにて、テレビアニメが放送された。ビニシウスとトムはオリンピック、パラリンピックの公式マスコットとして、初めてレゴの商品になった。

## 歴史

### デザインの選定
2012年9月からリオ2016大会マスコットの選考検討会議が開催され、同年11月にマスコット募集に関する応募要項が発表された。ブラジルらしいデザインが望まれていたため、応募はブラジルの広告代理店、デザイン、アニメーション、イラストレーションの企業や専門家に限られた。応募に関して、次のような指針と共に17項目のチェックリストが示された。

マスコットは、ブラジルの文化を反映する必要があるが、同時に万人に理解されなければならない; リオ2016ロゴのブランド・ディレクション、オリンピック・ムーブメントとパラリンピック・ムーブメントの価値観に適合させるべきである; 友情、尊敬、フェアプレーのような、普遍的な価値観を表現しなければならない; 特に子供に訴えかけなければならないが、同様に大人の共感を呼ぶ必要もある。

デザインの選定には、アニメーションフェスティバルAnima Mundiのディレクターをコンサルタントとして迎え、ブランドマネジメント、デザインの専門家が集められた。3回のデザインコンペティションが開催され、3社が最終審査に残った。3社の作品について、リオデジャネイロとサンパウロで6歳から12歳までの子供たちを対象としたイメージ調査が行われた。子供たちにはリオ2016大会マスコット候補であることは伝えられず、それぞれの背景やしたいこと、いくつかの性格特性のみが伝えられた。子供たちは「私の友達」、「生意気そう」、「髪型が格好良い」、「馬鹿に見える」などと発言した。子供たちの意見はすぐに作品の改善に反映された。第1候補だった作品は除外され、2社の作品が残った。
2013年8月、アニメーション、イラストレーション、広告・市場調査部門の専門家に加えて、国際オリンピック委員会(IOC)、ブラジルオリンピック委員会(COB)、ブラジルパラリンピック委員会(CPB)、リオ2016組織委員会の代表者で構成された審査会が開催された。全会一致でBirdo Produções(Birdo Studio)の作品が選ばれ、知的財産権の調査を経て最終的な承認を得た。バードースタジオは2005年に日系ブラジル人3世のルシアナ・エグチとパウロ・ムペによって設立されたサンパウロのアニメーションスタジオ。自分たちの作品が採用されたことについて、ルシアナは「金メダルを取ったみたい」と喜びを語った。

### マスコットの発表
2014年11月22日、リオ2016大会マスコットの発表に先駆けて、リオデジャネイロのエスタジオ・ド・マラカナンでイベントが開催され、1980年モスクワオリンピックのミーシャ、2004年アテネオリンピックのアテナ、2008年北京パラリンピックの福牛楽楽、2012年ロンドンオリンピックのウェンロックとマンデヴィルが出演した。
マスコットは2014年11月23日に一般公開され、11月24日にはフアン・アントニオ・サマランチ元IOC会長の名を冠し、才能ある若手選手のために設立されたリオデジャネイロの学校、GEOフアン・アントニオ・サマランチにてコスチュームバージョンが初公開された。同じ週から公式サイトでマスコットの人形が発売された。マスコット関連商品の開発は2013年8月の承認後から進められており、一般公開まで2体のマスコットを秘密にする必要があった。リオ2016組織委員会ブランドディレクターのベス・ルーラによると、関係者は認証が必要な部屋で働き、すべてのファイルは暗号化されていた。マスコット公開時には「情報が漏えいしなかったことが信じられない」と語った。

### マスコットの命名
リオ2016大会マスコットの名前は、マスコットが一般公開された2014年11月23日から12月14日までインターネット上で行われた一般投票で決定された。名前の候補は、「Oba and Eba（オバとエバ）」、「Tiba Tuque and Esquindim（チバトゥキとエスキンジン）」、「Vinicius and Tom（ビニシウスとトム）」の3組で、リオデジャネイロオリンピックとパラリンピックのマスコットの名前が1組になっていた。
「オバとエバ」は共にブラジルポルトガル語で喜び、祝祭、友達などを表す感動詞である。セルジオ・メンデス&ブラジル'66のカバー曲「マシュ・ケ・ナダ」のコーラスでも知られている。「チバトゥキとエスキンジン」のチバはブラジル先住民のトゥピ・グアラニー語族の言葉で「多くの」を意味し、トゥキはサンバのリズムを表す「バトゥーキ」(batuque)に由来する。エスキンジンはカポエイラの動作の1つであるジンガを思い出させ、ダンスへの欲求を表す言葉である。「ビニシウスとトム」はブラジル音楽のボサノヴァを生み出したグループのメンバーで、「イパネマの娘」を制作したヴィニシウス・ヂ・モライスとアントニオ・カルロス・ジョビン（トム・ジョビン）に由来する。2人ともリオデジャネイロ出身である。
2014年12月14日、2016年リオデジャネイロオリンピックのマスコットの名前が「ビニシウス」、パラリンピックのマスコットの名前が「トム」に決定したことが発表された。3週間にわたって行われた一般投票では計323,327票が投じられ、「ビニシウスとトム」が有効投票数の44%を獲得した。リオ2016組織委員会のカルロス・ヌズマン会長は、投票結果を受けて「リオ2016競技大会の特色を反映した名前が選ばれた。ビニシウスとトムの名前は、優秀さとよく似た意味を持つ言葉として世界中で認識されており、我々がリオ2016競技大会で達成したいことと一致している。マスコットはブラジルの動物相と植物相を表現するだけでなく、我々の最も優れた音楽にもつながる。」と語った。

## 特徴
リオ2016大会マスコットの起源はフィクションと現実の融合であり、「リオデジャネイロが2016年夏季オリンピックの開催国に選ばれたとき、ブラジル人の喜びの感情が爆発し、そのエネルギーからマスコットが生まれた」という物語がある。ビニシウスとトムは2009年10月2日に誕生したが、人間のように年齢を数えることはできない。
リオ2016組織委員会ブランドディレクターのベス・ルーラは「マスコットは我々の文化と人種の多様性、喜びと在り方を表現する」と語った。2体のマスコットをデザインしたルシアナ・エグチも「いろいろな人種が住むブラジル文化の多様性を表現した」と語っている。ブラジルの動物相と植物相から発想を得た2体のマスコットは、アニメーションとコンピューターゲームのキャラクターの要素に加えて、さまざまなポップカルチャーの影響を受けている。ベス・ルーラはマスコットについて「もっとリオ2016競技大会に関わって欲しいと思っている若い観客と自然に接することになる」と語った。

### ビニシウス

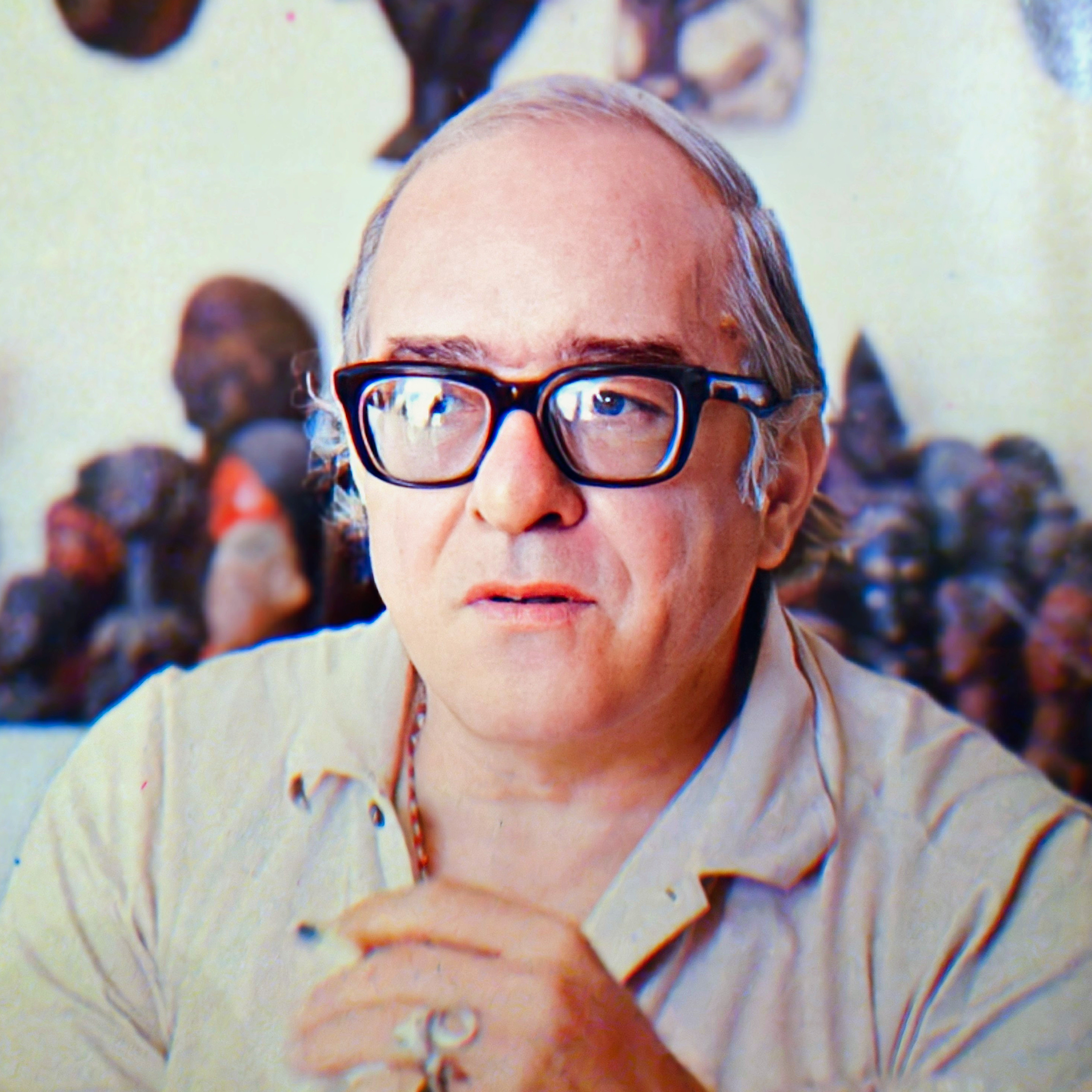
ビニシウスの名前の由来となったヴィニシウス・ヂ・モライス (1913年-1980年)

ビニシウスは、2016年リオデジャネイロオリンピックの公式マスコットキャラクターである。名前はボサノヴァの名曲「イパネマの娘」を作詞したヴィニシウス・ヂ・モライスに由来する。
ブラジルに生息する動物を表現したキャラクターで、猫の敏捷性、猿の身体を揺らす動き、鳥の優雅さを兼ね備えている。ブラジルの動物ができる最も優れたことすべてをすることができる。いくらでも腕と脚を伸ばすことができ、非常に鋭い嗅覚と驚異の聴力を持っている。また、あらゆる動物の鳴き声を真似ることができ、とてもおしゃべりである。チジュカの森にあるツリーハウスに住んでいる。
猫、猿、ジャガーなど、いくつもの動物を混ぜたデザインは、世界中からやってきた移民が入り交じって暮らすブラジルの「ミックス文化」を表現している。バネがありそうなデザインについて、ルシアナ・エグチは「超人的な動きを見せてくれるアスリートたちに敬意を表した」と語った。
ビニシウスの使命は「世界中からやって来る人々の間で栄える友情を祝福し、世界中に喜びを広げる」ことである。

### トム
トムは、2016年リオデジャネイロパラリンピックの公式マスコットキャラクターである。名前は「イパネマの娘」を作曲したアントニオ・カルロス・ジョビン（愛称はトム）に由来する。
ブラジルの森林に見られる植物の融合体で、光合成でエネルギーを得ており、葉の頭から何でも取り出すことができる。自然の神秘すべてを知っている。常に成長し、障害を克服しており、解決できない困難はないと信じている。トムのデザインは豊かに葉が茂る植物がモチーフになっており、ルシアナ・エグチは「大地にしっかり根を張る木々の強さが、さまざまな困難を克服して輝くパラリンピアンのイメージにぴったりだと考えた」と語った。
トムの使命は「常にもっと先に達しようとする決意と創造性を使って、楽しんでいるすべての人々を鼓舞する」ことである。

## 出来事

### 開会式
2016年8月5日に行われた2016年リオデジャネイロオリンピックの開会式にて、リオ2016大会マスコット「ビニシウス」と「トム」の名前の由来となったヴィニシウス・ヂ・モライスとアントニオ・カルロス・ジョビン（トム・ジョビン）が制作したボサノヴァの楽曲「イパネマの娘」が演奏された。トム・ジョビンの孫であるダニエル・ジョビンが演奏、ブラジル出身のスーパーモデルであるジゼル・ブンチェンがランウェイを歩いた。
同年9月7日に行われたリオデジャネイロパラリンピック開会式では、式典に先駆けて、オリンピック開会式のジゼル・ブンチェンを真似て、金色のドレスをまとったビニシウスがランウェイを歩く演出が行われた。

### レスリング競技におけるビニシウスの使用

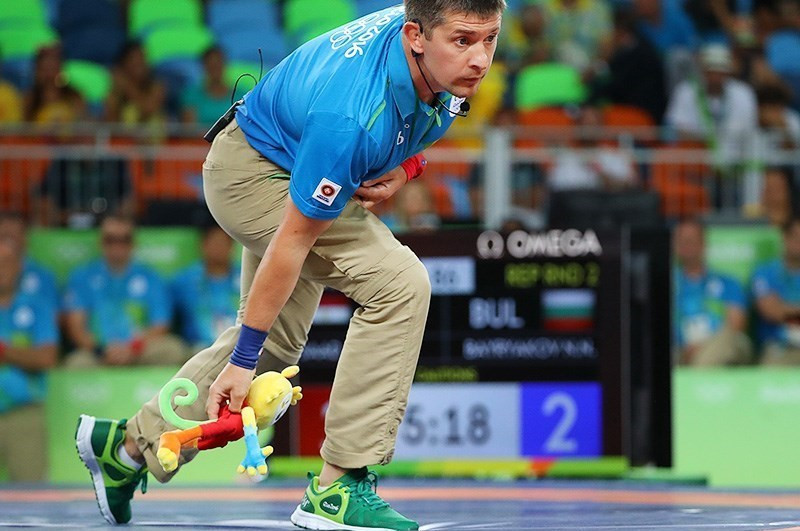
男子グレコローマン85kg級の試合でビニシウスの人形を拾い上げる審判。

レスリング競技ではコーチは審判の判定に異議があるとき、「柔らかい物」をマット上に投げ入れることでチャレンジを要求できる。国際的な規則では「柔らかい物」について具体的に指定されていないが、通常は「煉瓦状の発泡スチロール」が使用される。オリンピックではないが、過去には『ドラえもん』や『Angry Birds』の人形が使用されたこともある。
2016年リオデジャネイロオリンピックでは「ビニシウスの人形」が使用され、赤コーナーのコーチには赤いシャツを着た人形、青コーナーのコーチには青いシャツを着た人形が渡された。アメリカ合衆国のNBCは、この人形を「チャレンジ・マスコット」と呼んだ。記者のDustin NelsonはThrillistの記事で、人形が「『チャレンジ』から少しだけ怒りを取り除く」と書いた。

### パラリンピック

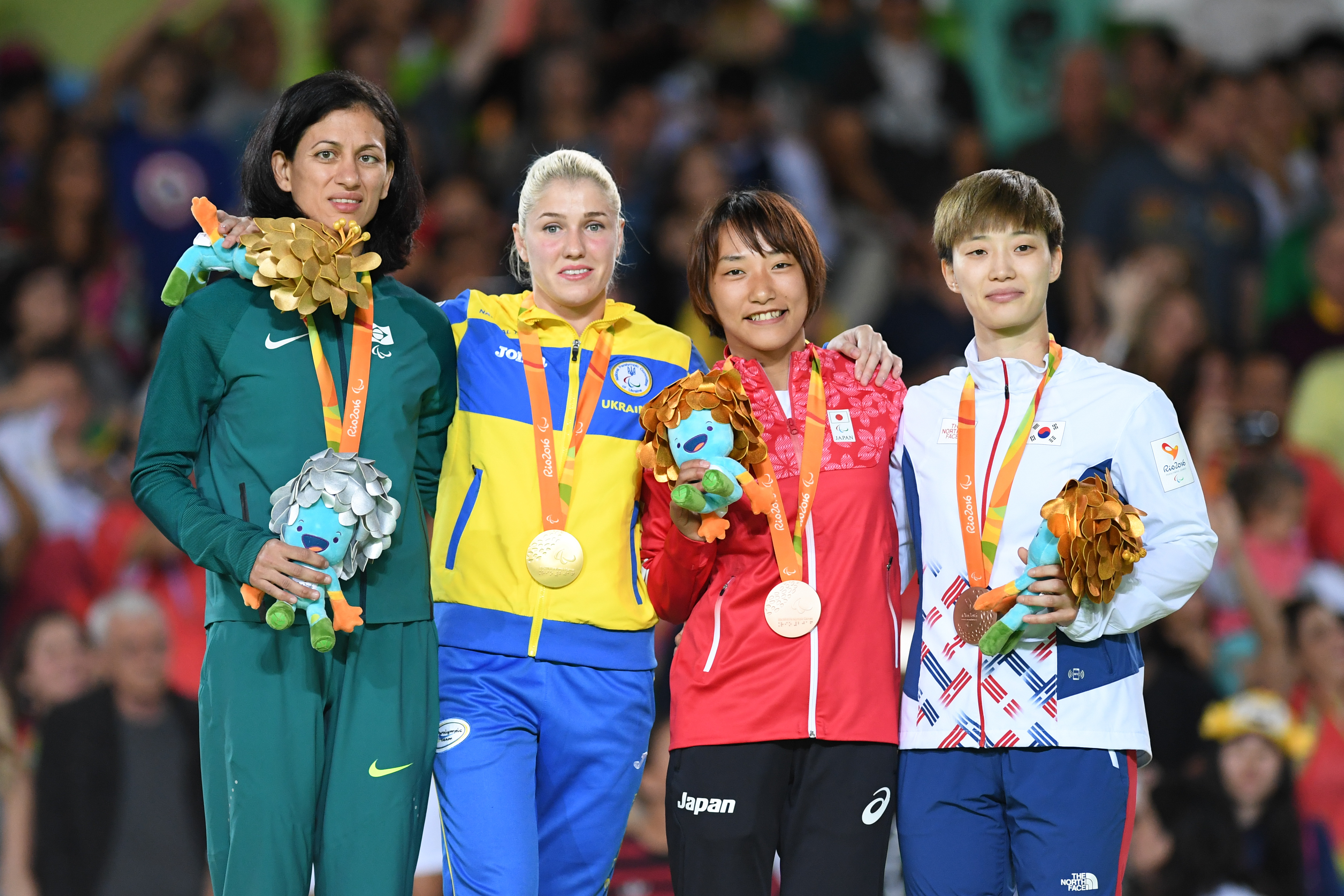
トムの人形を持つ柔道女子57kg級（視覚障害）のメダリスト。左から銀メダルのルシア・テイシェイラ、金メダルのインナ・チェルニャーク、銅メダルの廣瀬順子とソ・ハナ。

パラリンピックのメダリストには頭の葉（髪）の色が獲得したメダルの色と同じになっている特別製のトムの人形が与えられた。

## テレビアニメ
2015年6月21日、リオ2016組織委員会とカートゥーン ネットワークがパートナーシップを締結し、ビニシウスとトムが出演するアニメーションシリーズ『Vinicius e Tom - Divertidos por Natureza』(Vinicius and Tom - Fun by Nature, Vinicius and Tom - Natural Entertainers)がブラジル国内で8月5日から放送されることが発表された。カートゥーン・ネットワークは、組織委員会が開催した公開審査で共同制作者に選ばれた。運営するターナーはシリーズに75万米ドルを投資した。アニメーション制作はビニシウスとトムをデザインしたバードースタジオが担当した。放送開始日の8月5日はリオデジャネイロオリンピック開会式のちょうど1年前だった。シリーズはカートゥーン・ネットワーク・ブラジルのウェブサイトと組織委員会のYouTubeチャンネルでも配信された。
ブラジルの森林と都市の真ん中で生活し、「オリンピックとパラリンピックの価値を広げる」という使命のために頑張っているビニシウスとトムの物語が描かれたアクションコメディである。各話2分のショートアニメで全32話が放送された。シリーズには「カリオカ・シスターズ」と呼ばれる新キャラクターが登場した。カリオカはリオデジャネイロ出身者を指す言葉として知られており、ベラ、ソル、ヴィーダの3姉妹はカリオカの美しさ、エネルギー、喜びから発想を得たキャラクターである。
組織委員会のライセンスとリテールのディレクターであるシルマラ・ムルティニは、「アニメーションは子供の日常生活の一部であり、このシリーズが子供だけでなく大人も魅了すると信じている。マスコットが我々の記憶に永遠に残るための重要な要素の一つになるだろう。」と語った。ブランドディレクターのベス・ルーラは、マスコットは競技大会に大衆を引き付けるための重要な方法の1つであるとし、「アニメーションはマスコットに人生を与え、競技大会と大衆との間の感情的なつながりをより強くするだろう」と語った。
オリンピック、パラリンピック競技大会のマスコットがアニメーションシリーズになるのは、歴史上で3回目、アメリカ州では初めてだった。

### 登場人物
ビニシウス
2016年リオデジャネイロオリンピックの公式マスコットキャラクター。
トム
2016年リオデジャネイロパラリンピックの公式マスコットキャラクター。
ベラ (Bela)
リオデジャネイロの美を擬人化したキャラクター。
ソル (Sol)
カリオカの「人から人へと広がるエネルギー」を象徴するキャラクター。
ヴィーダ (Vida)
顔に満面の笑みをたたえた友好的なキャラクター。

## 関連グッズ
リオ2016組織委員会は、多くにマスコットのロゴが使用される公式ライセンス商品の売上高目標は4億米ドル、マスコットの売上高が公式ライセンス商品全体の売上高の25%を占めると予想した。主に子供を対象とした約12,000の商品が販売され、売上高の約90%はブラジル国内市場によるものと予想された。組織委員会は売上高の約15-20%を受け取る。
ぬいぐるみ、レゴなどさまざまなマスコット関連商品が販売された。レゴ社がオリンピック、パラリンピックの公式マスコットを商品化するのは歴史上初となる。メガストアの従業員によると、最も人気のあるものはマスコットであり、特にビニシウスが人気だった。リオデジャネイロオリンピック期間中に最も売れた商品は、緑色の尻尾（髪型の1つであるマレットの襟足部分にもあたる）が付いているビニシウスの頭の帽子、2番目に売れたハワイアナス製のビーチサンダルもビニシウスが描かれたモデルが人気だった。
組織委員会広報担当のマリオ・アンドラダによると、オリンピック期間中にオリンピック公園内とコパカバーナビーチにオープンした2つのメガストアには、毎日、両店舗で平均85,000人が訪れ、売上高は当初予想を11%上回った。
CCTVアメリカによると、リオデジャネイロオリンピックは中国とブラジルの貿易協力に大きく貢献した。中国はインフラ設備からボランティアのための衣服、公式ライセンス商品の製造などを担った。公式ライセンス商品のほとんどが中国製で、ビニシウスとトムの商品も中国で製造された。2008年北京オリンピック、2012年ロンドンオリンピックでも中国企業が製造を担ってきた。
一方で、オリンピックシンボルやマスコットを無断使用したさまざまな海賊版が問題となった。

## 評価

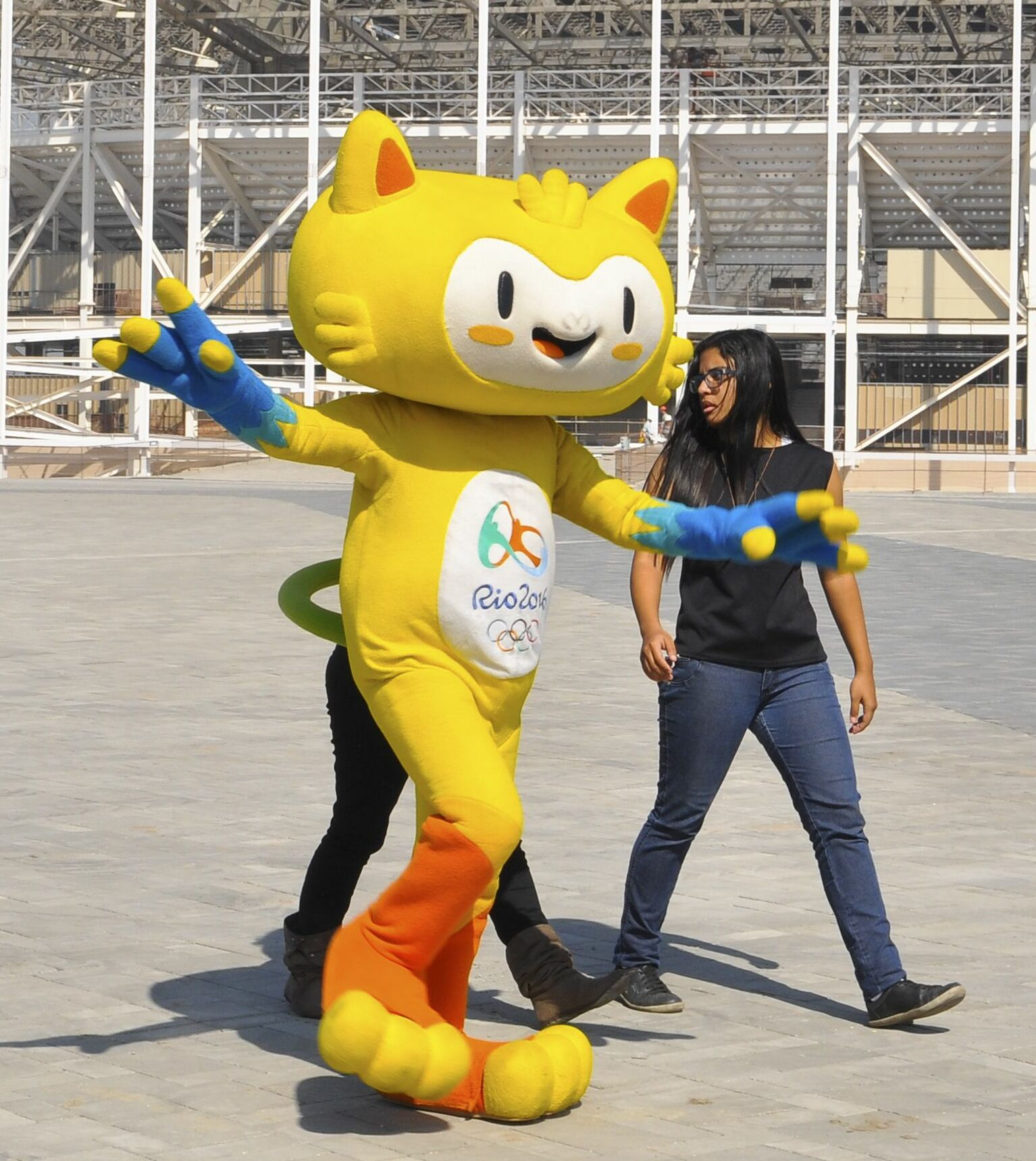
2015年8月にリオデジャネイロのオリンピック公園を訪問したビニシウス。

ビニシウスとトムについて、Micは愛らしく、かわいく、シンプルに見えると書いた。B9は「数十年にわたってオリンピックのマスコットを特徴付けてきた色鮮やかで愛情のこもった楽しい雰囲気」を再びもたらし、2012年ロンドンオリンピックのマスコットに次いでオリジナルのものに戻ったと書いた。Mashableはソチのマスコットの恐怖と比較して、悪夢よりもノスタルジアを誘うと書いた。2014年ソチオリンピックのマスコットはホッキョクグマ、ヒョウ、野ウサギだったが、クマは「悪夢のクマ」(Nightmare Bear)と呼ばれて怖がられた。Pasteは奇妙なものにせずに抽象的なものにしたことは称賛に値すると書いた。Matthew DessemはSlateのカルチャーブログの記事で、目立った問題はなく、「昔の最高のオリンピックのマスコットのように、ぬいぐるみとライセンス契約によく適しており、そして、1年以内に完全に忘れ去られるだろう」と書いた。
USAトゥデイはビニシウスについて、「たくさんの動物、ビデオゲームのキャラクター、アニメーションを磨り潰し、いくつかの合成の充填物で満たしたもの」と書いた。インターナショナル・ビジネス・タイムズは、オリンピック競技大会のマスコットはほとんどいつも奇妙に見えるが、リオのマスコットも例外ではないとし、ビニシウスについて、黄色の猫・猿・ピカチュウのように見える生物だと書いた。
複数のメディアがポケットモンスターに似ていると指摘した。Terraは、ビニシウスにはトロピカル・ポケモン、トムには葉の頭の特徴からブラジル人サッカー選手のダヴィド・ルイスという愛称が付けられたと書いた。一方で、PasteやTOONZONEはアドベンチャー・タイムのキャラクターに似ていると書いた。USAトゥデイはビニシウスについて、「中世の拷問器具で手足を引き伸ばされたミニオン」と書いた。
The Conversationはリオのマスコットはポケモンに似ていると指摘した上で、ポケモンは子供たちに人気があったが、野生生物を捕獲し、収集し、訓練するゲームであるため、ブラジルで野生動物の違法取引が大きな問題になっていることを考えると、ポケモンのようなマスコットは特に不適切だと書いた。また、マスコットの名前の候補に女性の名前がなかったことを批判した。